# Valī Beyg
Valī Beyg (persiska: ولی بيگ) är en ort i Iran.   Den ligger i provinsen Kurdistan, i den nordvästra delen av landet, 300 km väster om huvudstaden Teheran. Valī Beyg ligger 1 524 meter över havet och antalet invånare är 152.
Terrängen runt Valī Beyg är platt åt nordost, men åt sydväst är den kuperad. Valī Beyg ligger nere i en dal. Runt Valī Beyg är det ganska glesbefolkat, med 23 invånare per kvadratkilometer. Närmaste större samhälle är Choghūr Qeshlāq, 12,1 km sydost om Valī Beyg. Trakten runt Valī Beyg består i huvudsak av gräsmarker.